# Schierling
Schierling é um município da Alemanha, situado no distrito de Ratisbona, no estado da Baviera. Tem 77,62 km² de área, e sua população em 2019 foi estimada em 8.108 habitantes.